# Essars
Essars är en kommun i departementet Pas-de-Calais i regionen Hauts-de-France i norra Frankrike. Kommunen ligger i kantonen Béthune-Est som tillhör arrondissementet Béthune. År 2022 hade Essars 1 765 invånare.

## Befolkningsutveckling
Antalet invånare i kommunen Essars
| Referens: INSEE |